# Çankaya (métro d'Izmir)
Çankaya est une station de la ligne 1 du métro d'Izmir.